# دروازه قنسرین

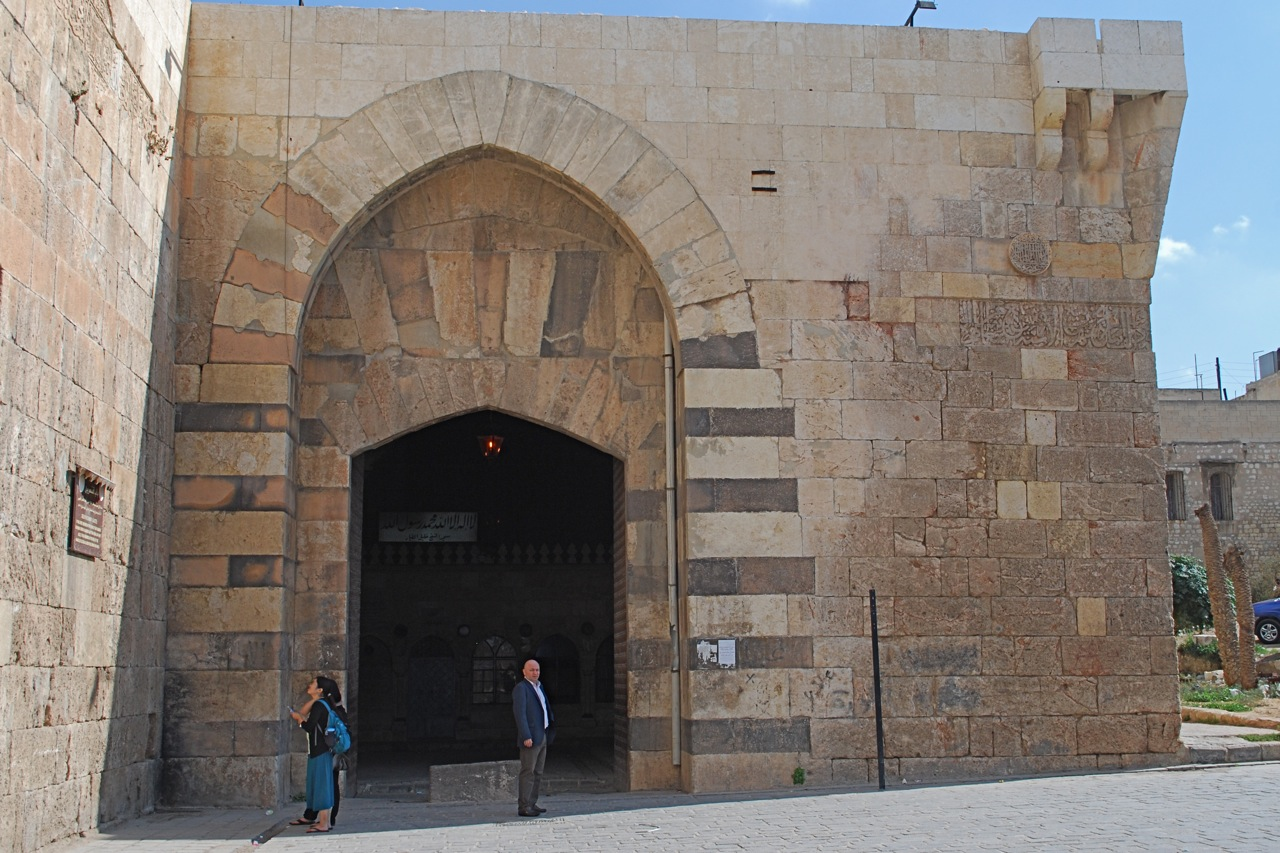
دروازه قنسرین

دروازهٔ قِنَّسرین (عربی: باب قنسرين) یکی از درب‌های شهر حلب از قدیمی‌ترین شهرهای سوریه می‌باشد که آن را «سیف الدوله الحمدانی» بنا کرد و تجدید بنای آن در دوران «شاه الناصر» در سال ۶۵۴ هجرت انجام شد. دروازه قنسرین در منطقه قدیمی حلب که دارای ساختمان‌های قدیمی اعم از مدرسه و مساجد و خیلی دیگر از آثار باستانی مهم در حلب می‌باشد واقع شده‌است.

## بخش‌ها
این دروازه از ۴ درب تشکیل شده‌است: شامل درب نزدیک به شهر – دروازه نزدیک به بیابان – دو دروازه دیگر در وسط این دو است.

## آثار باستانی نزدیک دروازه قنسرین
دروازه قنسرین که «العیس» نامیده می‌شود به «عیساو» نسبت داده شده‌است که مزار وی؛ روی تپه قرار دارد. درب قنسرین در نزدیکی حلب است و در بین قلعه «الشریف» و «الجلوم» و میدان «بزه» واقع شده‌است. در ورودی آن «آسیاب آرد گندم» و «ضریح الشخی الطیار» قرار دارد. همچنین در آن بیمارستان «ارغونی کاملی» قرار دارد که از زیباترین آثار باستانی اسلامی در حلب جدید می‌باشد؛ در آن حمام «جوهری» و حمام «المالح»، و «جامع دیری» و «مسجد الشیخ شریف»، و «جامع کختلی»، و «مسجد طرسوسی» نزدیک «مدرسه اسدیه» قرار دارد که «اسدالدین شیرکوه» آن را ساخته‌است و خارج مدرسه «سیفیه» را امیر سیف در سال ۶۱۷ بنا کرده‌است.